# Corydoras sipaliwini
Corydoras sipaliwini är en fiskart som beskrevs av Hoedeman, 1965. Corydoras sipaliwini ingår i släktet Corydoras och familjen Callichthyidae. Inga underarter finns listade i Catalogue of Life.